# 제이다그레이스
제이다그레이스(Jadagrace, 1999년 9월 1일 ~ )는 미국의 가수, 배우, 영화배우이다.
로스앤젤레스에서 태어났다.

## 영화
- 터미네이터: 미래전쟁의 시작 (2009년) - 스타 역